# Георгиевски, Благоя
Благоя Георгиевски (макед. Благоја Георгијевски, 15 октября 1950, Зелениково, Югославия — 29 января 2020, Скопье, Северная Македония) — югославский и северомакедонский баскетболист, тренер и функционер. Серебряный призёр летних Олимпийских игр 1976 года.

## Биография

### Ранние годы и учёба
Благоя Георгиевски родился 15 октября 1950 года в югославской общине Зелениково (сейчас в Северной Македонии).
В 1980 году окончил юридический факультет в Скопье.

### Спортивная карьера
Первоначально играл в настольный теннис. В 1965 году стал заниматься баскетболом в клубе «Работнички» в Скопье.
В 1967 году в 18-летнем возрасте был включён в состав главной команды клуба, а 29 декабря 1969 года дебютировал в составе «Работнички», за который выступал всю карьеру. В 1976 году дошёл с командой до полуфинала Кубка обладателей кубков. В 1976 и 1983 годах играл в финале Кубка Югославии.
В составе молодёжной сборной Югославии стал чемпионом баскетбольного турнира Балканских игр 1970 года.
В 1971 году в составе сборной Югославии завоевал серебряную медаль на чемпионате Европы в ФРГ.
В 1972 году вошёл в состав сборной Югославии по баскетболу на летних Олимпийских играх в Мюнхене, занявшей 5-е место. Провёл 5 матчей, набрал 7 очков (три в матче со сборной ФРГ, по два — с Польшей и Филиппинами).
В 1976 году вошёл в состав сборной Югославии по баскетболу на летних Олимпийских играх в Монреале и завоевал серебряную медаль. Провёл 4 матча, набрал 5 очков (три в матче со сборной Чехословакии, два — с Пуэрто-Рико).
Дважды становился чемпионом Средиземноморских игр 1971 и 1975 годов, Балканских игр 1972 и 1974 годов.
Всего в течение карьеры провёл за сборную Югославии 124 матча, набрал 388 очков.
В 1971 году был признан лучшим спортсменом Республики Македония, в 1972 году — лучшим спортсменом Скопье.
12 мая 1984 года завершил игровую карьеру, сыграв прощальный матч в составе «Работнички».

### Тренерская карьера
По окончании игровой карьеры стал тренером, возглавлял сборную Республики Македония, работал с «МЗТ Аэродром» из Скопье.

### Функционерская карьера
Был членом правления и ассамблеи Олимпийского комитета Республики Македония, президентом Олимпийского совета МОК, руководил экспертным советом Федерации баскетбола Республики Македония. В 2004 году был знаменосцем сборной Республики Македония на летних Олимпийских играх в Афинах.

### Гибель
Погиб 29 января 2020 года в автокатастрофе в районе Скопье Кисела-Вода. Около 23:00 Георгиевски потерял управление своим автомобилем во время движения, машина вылетела с полосы и врезалась в бетонные плиты, от чего он скончался на месте.

## Увековечение
Баскетбольный клуб «Работнички» в память о Георгиевски вывел из обращения номер 13, под которым он играл.

## Награды
- Медаль За заслуги перед Республикой Северная Македония (20 июня 2023 года, посмертно)[9]